# Брезовица (Градина)
Брезовица је насељено место у саставу општине Градина у Вировитичко-подравској жупанији, Република Хрватска.

## Историја
До територијалне реорганизације у Хрватској налазила се у саставу старе општине Вировитица.

## Становништво
На попису становништва 2011. године, Брезовица је имала 595 становника.

## Попис1991.
На попису становништва 1991. године, насељено место Брезовица је имало 777 становника, следећег националног састава:
| Попис 1991.‍  | Попис 1991.‍  | Попис 1991.‍ | Попис 1991.‍ | Попис 1991.‍ |
| ------------ | ------------ | ----------- | ----------- | ----------- |
|              |              |             |             |             |
| Хрвати       | Хрвати       |             | 725         | 93,30%      |
| Срби         | Срби         |             | 42          | 5,40%       |
| Југословени  | Југословени  |             | 3           | 0,38%       |
| Мађари       | Мађари       |             | 1           | 0,12%       |
| Македонци    | Македонци    |             | 1           | 0,12%       |
| Муслимани    | Муслимани    |             | 1           | 0,12%       |
| Црногорци    | Црногорци    |             | 1           | 0,12%       |
| остали       | остали       |             | 1           | 0,12%       |
| регион. опр. | регион. опр. |             | 1           | 0,12%       |
| непознато    | непознато    |             | 1           | 0,12%       |
| укупно: 777  |              |             |             |             |